# Латышев, Владимир Александрович (военный)
Владимир Александрович Латышев (1921—1982) — старший лейтенант Советской армии, участник Великой Отечественной войны, Герой Советского Союза (1944).

## Биография
Родился 21 июля 1921 года в селе Жирошкино (ныне — Раменский район Московской области). Окончил семь классов школы и школу фабрично-заводского ученичества, занимался в аэроклубе. 
В 1941 году был призван на службу в Рабоче-крестьянскую Красную армию. В 1942 году он окончил Вязниковскую военную авиационную школу пилотов. С мая 1942 года — на фронтах Великой Отечественной войны.
К августу 1943 года будучи гвардии старшим лейтенантом был заместителем командира эскадрильи 67-го гвардейского истребительного авиаполка 1-й гвардейской истребительной авиадивизии 16-й воздушной армии Центрального фронта. К этому времени совершил 232 боевых вылетов, в которых лично сбил 16 вражеских самолётов и 3 в группе.
Указом Президиума Верховного Совета СССР «О присвоении звания Героя Советского Союза офицерскому составу военно-воздушных сил Красной Армии» от 4 февраля 1944 года за «образцовое выполнение боевых заданий командования на фронте борьбы с немецкими захватчиками и проявленные при этом отвагу и геройство» был удостоен высокого звания Героя Советского Союза с вручением ордена Ленина и медали «Золотая Звезда» за номером 3203.
В воздушном бою 23 августа 1943 года получил тяжёлое ранение. Свыше года лечился в госпиталях. С 1945 года преподавал тактику воздушного боя в Высшей офицерской авиационной школе. В 1946 году был уволен в запас в звании капитана.

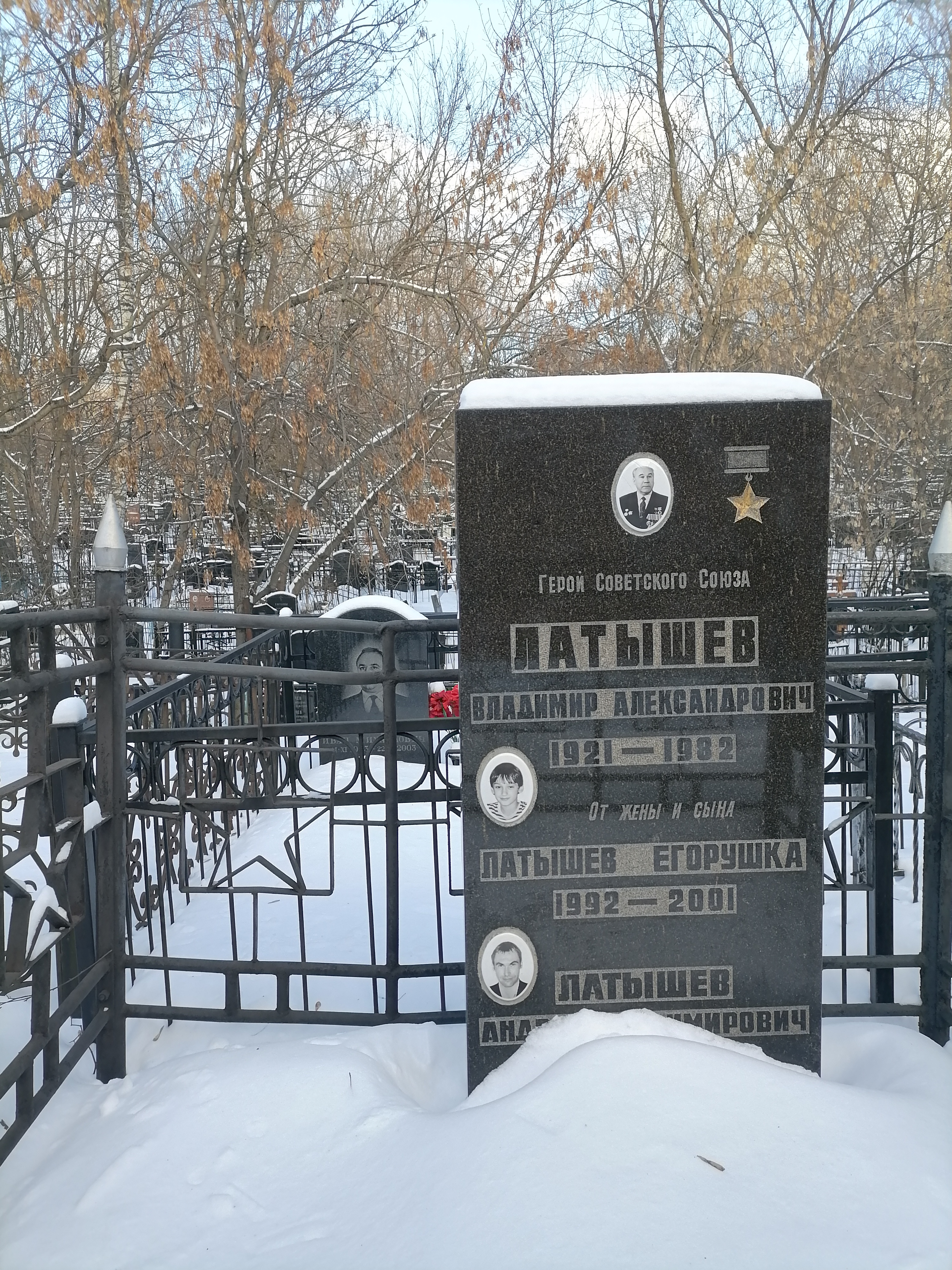
Могила на Ваганьковском кладбище

Проживал в Москве, работал в Министерстве нефтяной промышленности СССР. Умер 28 июля 1982 года, похоронен на Ваганьковском кладбище Москвы.
Был также награждён орденом Октябрьской Революции, тремя орденами Красного Знамени, орденом Отечественной войны 2-й степени и рядом медалей.